# Hail Caesar
Hail Caesar é um filme de comédia, produzido nos Estados Unidos, dirigido por Anthony Michael Hall (sua estreia na direção) e lançado em 1994. Foi protagonizado por Hall, Robert Downey Jr., Samuel L. Jackson, Judd Nelson e Bobbie Phillips.